# Selwyn Edge
Selwyn Edge (ur. 29 marca 1868 roku w Concord, zm. 12 lutego 1940 roku w Eastbourne) – brytyjski kierowca wyścigowy i przedsiębiorca.

## Kariera
Edge rozpoczął karierę wyścigową od wyścigu Paryż-Bordeaux w 1899 roku, gdzie w samochodzie De Dion-Bouton nie osiągnął linii mety. Później dołączył do brytyjskiej ekipy Napier, gdzie pracował zarówno jako kierowca, jak i jako dealer. W 17-litrowym samochodzie tej ekipy świętował zwycięstwo w Pucharze Gordona Bennetta w 1902 roku. Było to pierwsze zwycięstwo zawodnika z Wielkiej Brytanii w wyścigach samochodowych. Od 1904 roku Edge pracował jako dyrektor zespołu wyścigowego Napier. W 1907 roku na torze Brooklands ustanowił rekord w jeździe 24-godzinnej. Przejechał 2546 km ze średnią prędkością 106 km/h. Rekord ten poprawił sam Brytyjczyk, który przejechał 2868 km w 1922 roku.